# Alopecurus saccatus
Alopecúrus saccátus — вид травянистых растений из рода Лисохвост подсемейства Мятликовые семейства Злаки.

## Распространение и описание
Однолетнее растение, распространённое вдоль тихоокеанского побережья США, от штата Вашингтон на севере и до Калифорнии на юге. Растёт во влажной местности, как в низинах, так и на холмах, своего рода «пучками» (травостой), состоящими из многих растений с высокими (до 45 сантиметров длиной), мощными стеблями.
Листья длиной до 12-13 сантиметров. Соцветия состоят из плотно прилегающих друг к другу цветков длиной до 6-7 сантиметров жёлтого цвета с красно-коричневыми тычинками.